# Squartatore del Belize
Lo squartatore del Belize è un serial killer attivo in Belize e non identificato responsabile del rapimento, dello stupro e dell'omicidio di cinque ragazze nella città di Belize tra il 1998 e il 2000. Nonostante le approfondite indagini, aiutate dall'FBI e da Scotland Yard, nessuno è mai stato condannato per gli omicidi, che rimangono tutti irrisolti. Fu soprannominato dai media "Jack the Butcher" (Jack il Macellaio).

## Omicidi
L'8 settembre 1998, la tredicenne Sherilee Nicholas, una studentessa di quinta elementare della Wesly Upper School nel sud della città di Belize, scomparve mentre camminava verso la sua scuola. Cosa accadde alla ragazza rimase sconosciuto fino al 9 ottobre, quando il corpo venne ritrovato in una pozza d'acqua vicino alla George Price Highway. Era stata pugnalata più di 40 volte alla testa e al petto, con una delle braccia quasi recisa e il viso con profonde ferite da taglio. Il corpo mostrava anche segni di stupro, ma la cosa più sinistra era il fatto che la Nicholas indossava gli abiti di un'altra ragazza scomparsa appena due giorni prima della sua scoperta. Quella ragazza era Jay Blades, 9 anni, il cui teschio e alcune ossa vennero recuperati sei mesi dopo, insieme allo zaino di Sherilee.
Il 23 marzo 1999, un'altra ragazza, la dodicenne Jackie Fern Malic, scomparve durante la ricreazione mentre giocava nel cortile della sua scuola. Solo due giorni dopo, il suo corpo venne trovato a faccia in giù in una pozzanghera lungo una strada sterrata al confine con l'area in cui venne ritrovata la Nicholas. Era stata pugnalata più volte e il suo braccio sinistro era stato reciso, con segni che indicavano come se un'auto l'avesse travolta.
Il 26 giugno 1999 Erica Wills, 8 anni, scomparve, ma il fatto non fu notato per tre giorni, poiché all'epoca avrebbe dovuto soggiornare da alcuni parenti, che a loro volta pensavano che fosse a casa con la sua famiglia. Il 18 luglio, i suoi resti vennero trovati dietro una cava a Gracie Rock, a circa 25 km da Belize. Il corpo venne identificato dalla madre tramite una fascia per capelli e un anello di Titti, che Erica indossava sempre. A questo punto, le tensioni tra la popolazione crebbero e le richieste di cattura dell'assassino erano in aumento, con le famiglie delle vittime che organizzavano veglie a lume di candela. Le forze di polizia imposero il coprifuoco a tutti i bambini minorenni, ma nonostante i loro sforzi, lo squartatore colpì un'ultima volta.
Il 15 febbraio 2000, la quattordicenne Noemi Hernandez scomparve mentre faceva una commissione in Mosul Street. Nove giorni dopo, il suo corpo mutilato fu ritrovato su un tumulo sabbioso lungo il fiume Belize, con diverse coltellate al viso e al collo e molte parti del corpo mancanti. Suo padre ne identificò il corpo dai blue jeans che indossava.

### Crimini non correlati
Durante il periodo degli omicidi dello Squartatore, altre tre ragazze vennero uccise in circostanze simili, ma fu dimostrato che gli omicidi non erano collegati al caso. Le vittime furono:
- Samantha Gordon (15 anni) - vista l'ultima volta il 6 novembre 1998, dopo aver detto a sua madre che sarebbe andata a visitare il vecchio Centro Civico con alcuni amici. Due giorni dopo, il corpo nudo e ferito di Samantha venne ritrovato mentre galleggiava in mare vicino al quartiere di Ladyville Vista del Mar, con profonde coltellate alla schiena e alle ginocchia. Nel giugno 1999, quattro uomini furono accusati del suo omicidio e condannati.[3]
- Karen Cruz (10 anni) - nel giugno 1999, la Cruz scomparve dalla veranda della sua casa ad Orange Walk Town. Il giorno dopo la sua scomparsa, il suo cadavere venne trovato in uno stadio a due isolati da casa sua, con segni di stupro. Inizialmente ritenuta una vittima dello Squartatore, i sospetti si concentrarono in seguito verso lo zio che viveva accanto alla sua abitazione, il 38enne Antonio Baeza, che secondo quanto riferito stava perseguitando la ragazza. In seguito fu accusato e condannato per il suo omicidio.[4][2]
- Rebecca "Becky" Gilharry (13) - poco dopo la scomparsa di Blades, il 15 febbraio 1999, il corpo di Becky fu trovato vicino a un sito archeologico Maya sulla collina di Santa Rita a Corozal Town, dopo che ne era stata segnalata la scomparsa il giorno precedente.[2] Era stata violentata e successivamente strangolata. Gilharry fu vista l'ultima volta in compagnia di un amico di famiglia, il 22enne Robert Hill, che è stato successivamente accusato e condannato per la sua uccisione.[3]

## Indagini
Gli omicidi causarono un panico diffuso nella piccola nazione, con l'imposizione del coprifuoco nazionale e guardie posizionate presso le scuole. Nei mesi successivi all'ultimo omicidio, furono riportati diversi episodi di un uomo che guidava una macchina rossa con una calza sul viso, che aveva cercato senza successo ad attaccare e rapire giovani ragazze a Belize. L'uomo non fu mai rintracciato. Nel 2000, il patologo Mario Estradabran annunciò un'inquietante rivelazione: prima di essere brutalmente uccise, tutte le ragazze erano state stordite con alcol e droghe, e torturate. Lo squartatore aveva usato lo stesso strumento in tutti e cinque gli omicidi, e a giudicare dalla precisione dei tagli fatti sui corpi, si presumeva avesse conoscenze di medicina o comunque un accesso facilitato a strumenti chirurgici. Le autorità ritennero che ci fosse la possibilità che più di una persona fosse coinvolta. Attualmente non ci sono novità sul caso, ritenuto il maggiore cold case della storia del Paese.

## Sospettati

### Michael Williams
L'unica persona accusata degli omicidi fu un meccanico di Belize di nome Michael Williams, che era un vicino di casa della vittima Jackie Malic. Al momento del suo omicidio, l'allora quarantenne Williams fu visto offrire un passaggio a Jackie e sua sorella Adelma, ma entrambe rifiutarono. Dopo la sua scomparsa, la polizia interrogò Michael e lo rilasciò, ma dopo che il corpo venne ritrovato, fu nuovamente arrestato e accusato dell'omicidio. Mentre era in prigione, Williams è stato anche accusato di aver violentato una ragazza di 13 anni un decennio prima.
Le speranze degli investigatori riguardo alla sua colpevolezza furono deluse quando poco dopo, la Wills scomparve mentre Williams era ancora recluso. Questo, insieme all'alibi fornitogli da alcuni clienti e da un poliziotto, insieme alla mancanza di prove, portarono al suo proscioglimento riguardo agli omicidi.

### Lonnie David Franklin Junior
Si ritenne che Grim Sleeper, un serial killer statunitense collegato agli omicidi di almeno dieci prostitute a Los Angeles tra il 1985 e il 1998, potesse essere un sospettato. Conosciuto come Grim Sleeper (il dormiente cupo) per la possibile pausa di 14 anni tra i suoi omicidi noti, dal 1988 al 2002, si riteneva che Franklin avesse connessioni al Paese grazie al suo matrimonio con Sylvia Castillo, che era del Belize. Oltre questo, la pausa coincideva con gli omicidi dello Squartatore, e il fatto che il suo furgone, usato in uno dei suoi omicidi, fosse stato ritrovato in Belize, era un'altra prova circostanziale del suo coinvolgimento. Non fu mai formalmente accusato degli omicidi, ed è morto a San Quintino nel 2020.